# Larzac

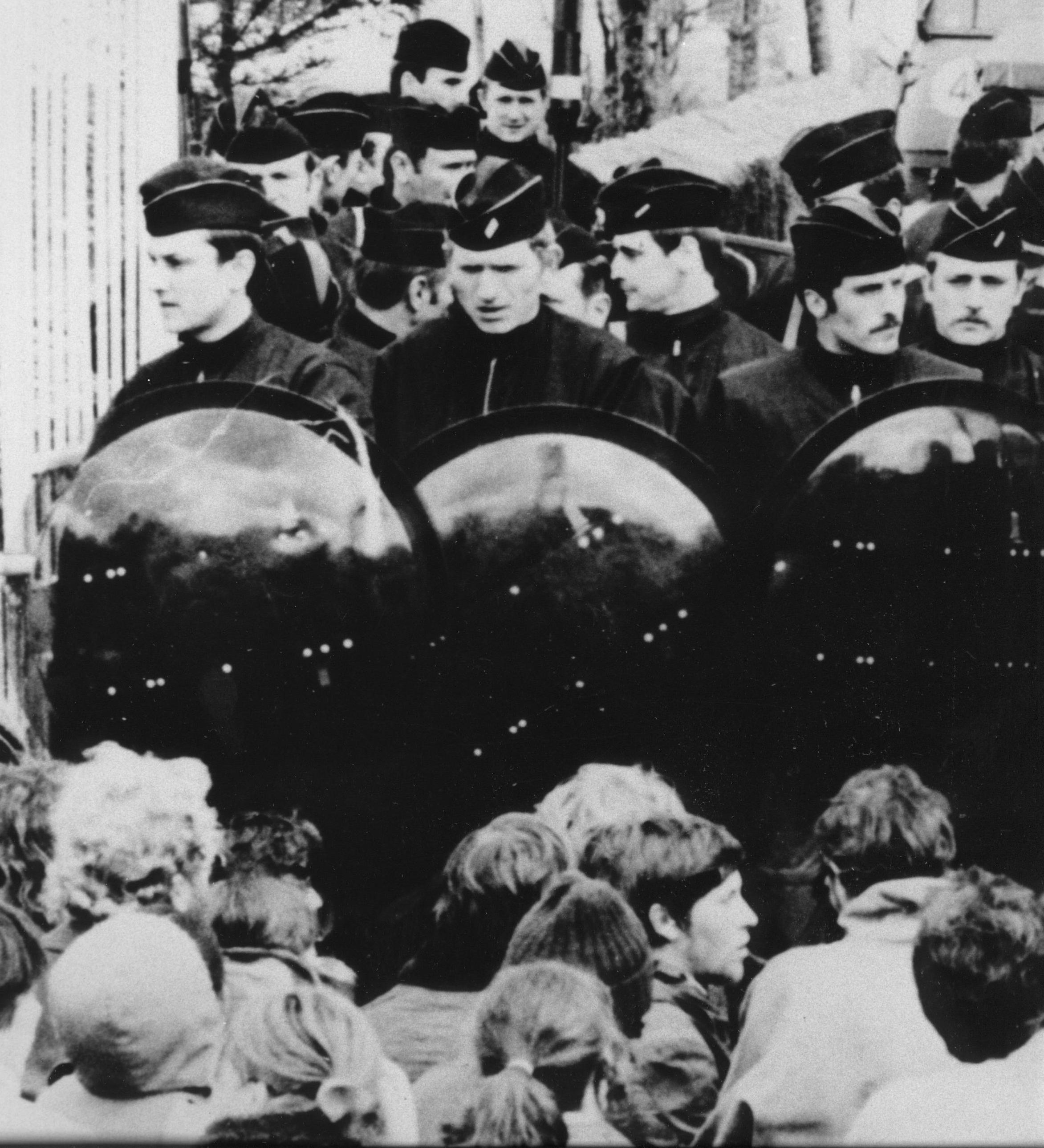
Las fuerzas de seguridad vigilando a los manifestantes de Larzac.

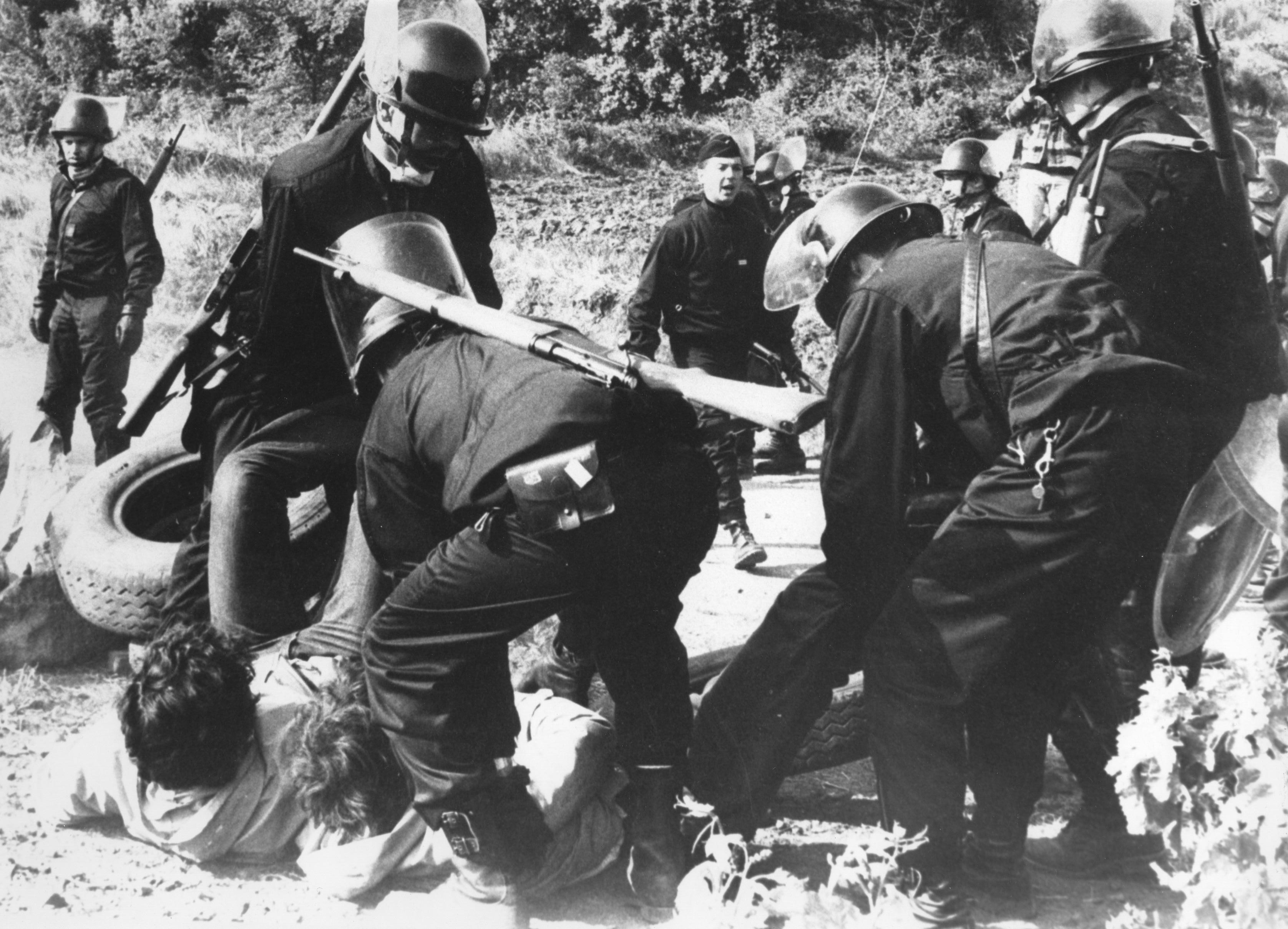
Intervención de las fuerzas de seguridad en Larzac.

El Larzac (en francés Causse du Larzac) es un altiplano del Macizo Central en el departamento francés de Aveyron (región Occitania), famoso por ser la cuna del queso de roquefort.

## Historia
El Larzac se hizo famoso por los incidentes que en 1971 llevaron a esta meseta a la primera plana de las reivindicaciones contra el estado.
En 1970, el ministro de Defensa francés Michel Debré, decidió comprar para el ejército francés la llanura de Canjuers (35.000 hectáreas) para construir un polígono de tiro. Quería hacer lo mismo en Larzac, entre Millau y el Bajo Languedoc. Este hecho provocaría de entrada la pérdida de 107 explotaciones agrarias, de 25.000 ovejas, de 1,3 toneladas de leche y daños económicos y ecológicos irreparables. Los 107 propietarios se negaron a vender sus tierras y en 1971 todo el Roergue les apoyaba.
Se organizó una tractorada desde Rodez a Orleans y llenaron con ovejas la Torre Eiffel. El partido Lucha Occitana tomó el protagonismo activista; desde 1973 organizaron concentraciones multitudinarias y actuaciones de diversos cantautores occitanos. En 1974, las movilizaciones culminaron con el acto Gardarem lo Larzac con 100.000 personas acampadas, entre ellas François Mitterrand, representantes de los indios norteamericanos, de los sindicatos y de nacionalistas corsos e irlandeses. Con esta presión, en 1978 sólo se habían vendido 1.500 de las 13 000 hectáreas necesarias para el proyecto.